# Avenue Raimu
L’Avenue Raimu est une voie marseillaise située dans le 14e arrondissement de Marseille.

## Situation et accès
Elle va de l’avenue Prosper-Mérimée à l’avenue Alexandre-Ansaldi.
Cette avenue longe plusieurs copropriétés et HLM des quartiers nord de Marseille : La Busserine, les Flamants, le Mail ainsi que la Benausse. Elle longe également l’ouest du centre urbain du Merlan où se trouve le Théâtre du Merlan et passe au-dessus de la Rocade L2. En face de la cité du Mail se trouve le collège Édouard-Manet.

## Origine du nom
La rue doit son nom à Jules Muraire dit Raimu, acteur toulonnais du début du XXe siècle.

## Historique
Elle s'appelait auparavant « avenue de la Busserine » et a pris sa dénomination actuelle par délibération du conseil municipal du 26 janvier 1976.